# Сан-Лоренсо (остров, Перу)
Сан-Лоренсо (исп. Isla San Lorenzo) — остров у побережья Перу, в непосредственной близости от городов Кальяо и Лима. Площадь — всего 16,5 км², однако он является самым крупным островом страны. Длина — 8 километров, ширина — 2 километра. Здесь находится одна из основных баз военно-морских сил Перу.
Поблизости от Сан-Лоренсо есть еще несколько небольших островов — Эль-Фронтон и скалы Паломино, известные своими крупными популяциями морских львов. Высшая точка — Серро-Ла-Мина, 396 метров.
На острове нет источников питьевой воды, поэтому до недавнего времени на его территории не было инфраструктуры и населенных пунктов.
Указом президента Андреса Авелино Касереса от 1899 года подчинен региону Кальяо, образует отдельный необитаемый район (единственный в своем роде в Перу).

## История
Жители древнего Перу использовали остров в качестве кладбища. В мифологии племен центрального перуанского побережья морские острова были связаны с загробной жизнью.
В колониальную эпоху из карьеров на острове добывались камни, использовавшиеся для строительства некоторых зданий Кальяо и Лимы, например для крепости короля Филиппа. В то же время остров был прибежищем пиратов, в том числе Фрэнсиса Дрейка и Жака л’Эрмита. Последний был похоронен здесь же.
В 1835 году остров посетил Чарльз Дарвин, он исследовал его геологию и природу.
После одного из неудачных боев первой тихоокеанской войны в 1866 году, испанский флот отступил на этот остров, где испанцы похоронили мертвецов[стиль] и восстановили корабли, прежде чем покинуть перуанские берега.
В 1906—1907 годах Макс Уле проводил на острове раскопки, его находками стали металлические предметы и похоронные тюки среднего и позднего доколумбового периода (900—1532 гг.).
В 1912 году президентом Гильермо Биллингхёрстом была предложена идея соединения острова с материковой частью дамбой. К этой идее вернулись в 1958 году: датская компания «Кристиан и Нильсен» представила проект, помимо дамбы включавший строительство рыболовного порта и нового коммерческого дока. Проект не оправдался из-за финансовых проблем, дефицита питьевой воды и потенциальной угрозы существованию островной фауны.
В первой половине 1990-х годов остров служил тюрьмой для лидеров леворадикальных партизанских группировок Сендеро Луминосо и Революционного движения Тупак Амару.
В 2010 году Национальный институт культуры объявил 20 археологических памятников на острове наследием нации.
С 2011 года закрыт для посещения гражданскими лицами, в редких случаях разрешение на посещение дают археологам и натуралистам. Гражданским судам запрещено подходить к берегу острова на расстояние менее 300 метров.

## Будущее острова
Будущее Сан-Лоренсо остается предметом дебатов. Популярен проект связи острова с материком путем строительства дамбы, моста или подводного туннеля от полуострова Ла-Пунта (расстояние — около 4 километров) и строительство мегапорта и нового аэропорта. Сан-Лоренсо станет главным портом страны, наподобие Вальпараисо в Чили. Новый мегапорт мог бы стать крупнейшим в Южной Америке, его развитию способствует выгодное, стратегически важное положение в центре западного побережья континента.
Противники этих планов утверждают, что остров должен оставаться под контролем военно-морских сил Перу и стать охраняемым заповедником.